# جون كافاناه
جون كافاناه هو سياسي أمريكي، ولد في 16 يناير 1864 في كونيتيكت في الولايات المتحدة، وتوفي في 24 يناير 1957. نشط حزبياً في الحزب الديمقراطي.